# جانی ریتسو
جانی ریتسو (ایتالیایی: Gianni Rizzo؛ ‏ ۵ آوریل ۱۹۲۵ – ۴ فوریهٔ ۱۹۹۲) بازیگر اهل ایتالیا بود.
از فیلم‌ها یا برنامه‌های تلویزیونی که وی در آن نقش داشته‌است، می‌توان به من، من، من… و دیگران، حکایت‌های ناپسند، توطئه اورانیوم، نام گل سرخ، کلبه ساحلی، دکامرون، ساباتا، دختران زیبا، پیروزی ده گلادیاتور و شهر رنج اشاره کرد.